# Chlorurus rhakoura
Chlorurus rhakoura är en fiskart som beskrevs av Randall och Anderson, 1997. Chlorurus rhakoura ingår i släktet Chlorurus och familjen Scaridae. IUCN kategoriserar arten globalt som livskraftig. Inga underarter finns listade i Catalogue of Life.